# 82e bataillon de tirailleurs sénégalais
Le 82e Bataillon de Tirailleurs sénégalais (ou 82e BTS) est un bataillon des troupes coloniales françaises.

## Création et différentes dénominations
- 04/07/1916 : Formation du 82e Bataillon de Tirailleurs sénégalais à Saint-Raphaël avec des hommes provenant des 32e, 36e, 53e, 54e et 73e BTS

## Chefs de corps
- 04/07/1916 : Chef de bataillon Naegel
- 09/08/1916 : Chef de bataillon Gesland
- 08/11/1916 : Chef de bataillon Salmon (hospitalisé à compter du 1er avril, décède le 21)
- 01/04/1917 : Capitaine Durget
- 13/06/1917 : Chef de bataillon Robin
- 11/06/1918 : Capitaine Husson
- 28/06/1918 : Chef de bataillon Buisson

## Historique des garnisons, combats et batailles du82eBTS
- 04/07/1916 : Le bataillon reçoit, pour sa formation, 179 hommes du 32e BTS, 807 du 36e BTS, 131 du 53e BTS, 42 du 54e BTS et 72 du 73e BTS
- 06/07/1916 : Le bataillon passe 50 tirailleurs inaptes au 15e BTS
- 07/07/1916 : Le bataillon reçoit 40 tirailleurs du 73e BTS et 9 caporaux du 83e BTS
- 10/07/1916 : Le bataillon quitte le camp Largeau (Fréjus) à destination de Vénissieux
- 11/07/1916 : Arrivée à Vénissieux, le bataillon va être employé dans ateliers de chargement de munitions de la ville
- 16/09/1916 : Arrivée d'un détachement en renfort du 35e BTS (4 sergents, 13 caporaux et 200 tirailleurs)
- 25/10/1916 : Une explosion fait un mort et un blessé grave qui décédera à la suite de ses blessures, à l’hôpital Desgenettes

- 15/04/1918 : Le bataillon embarque pour Fréjus où il arrive le 16
- 22/04/1918 : Le bataillon reçoit 85 inaptes du 83e BTS
- 01/05/1918 : 377 tirailleurs passent au 72e BTS
- 08/05/1918 : 11 tirailleurs passent au 73e BTS
- 07/06/1918 : 87 tirailleurs passent au 73e BTS
- 17/06/1918 : Arrivée de 5 sergents, 28 caporaux et 340 tirailleurs venant du 72e BTS
- 18/06/1918 : Arrivée de 4 adjudants, 16 sergents, 13 caporaux et 308 tirailleurs
- 21/06/1918 : Arrivée de 7 sergents, 16 caporaux et 105 tirailleurs venant des 72e et 73e BTS
- 24/06/1918 : Les effectifs du bataillon sont groupés en deux compagnies (1070 tirailleurs) et passe au 83e BTS, et deviennent les 5e et 6e compagnies du 82e BTS
- 12/07/1918 : Départ de 12 sergents, 30 caporaux et 39 tirailleurs pour le 72e BTS
- 14/07/1918 : Arrivée de 1 adjudant, 16 sergents, 37 caporaux et 1635 recrues
- 21/07/1918 : Le bataillon quitte Fréjus, en deux détachements, pour les armées
- 23/07/1918 : Arrivée en gare d'Éméville du premier détachement
- 24/07/1918 : Arrivée du second détachement en gare de Glaignes
- 25/07/1918 : L’État-major du bataillon s'installe à Gilocourt
- 07/08/1918 : Les volontaires pour servir dans une unité combattante sont regroupés au sein des 3e et 4e compagnies, les non-volontaires sont reversés dans les 1re et 2e compagnies.
- 14/08/1918 : 4 sergents, 10 caporaux et 272 tirailleurs de la 3e Cie passent au 36e BTS
- 15/08/1918 : L’état-major est stationné à Vaumoise
- 07/09/1918 : 1 sergent, 1 caporal et 46 tirailleurs passent au 27e BTS; 2 caporaux et 47 tirailleurs au 36e BTS; 2 caporaux et 46 tirailleurs au 43e BTS; 2 caporaux et 47 tirailleurs au 75e BTS et 1 sergent, 1 caporal et 47 tirailleurs au 78e BTS
- 04/11/1918 : Le bataillon est regroupé dans la région de Soissons
- 18/11/1918 : 27 tirailleurs passent au 36e BTS et 402 tirailleurs au 78e BTS
- 19/11/1918 : Embarquement pour Fréjus
- 22/11/1918 : Arrivée à Fréjus, le bataillon est stationné au camp de Boulouris

- 02 - 03/01/1919 : Arrivée de 170 tirailleurs du 73e BTS
- 22 - 24/01/1919 : Arrivée de 7 sous-officiers, 4 caporaux et 14 tirailleurs du Bataillon de Somalis
- 23/01 - 01/02/1919 : Arrivée de 110 tirailleurs du 73e BTS
- 08 - 09/02/1919 : En vue de la constitution des 10e et 11e Régiment de Tirailleurs Sénégalais, 383 tirailleurs passent au 61e BTS et 203 au 62e BTS
- 19/02/1919 : 28 tirailleurs passent au 61e BTS et 13 au 62e BTS
- 24/02/1919 : 150 tirailleurs passent au 7e BTS
- 01/03/1919 : 2 sergents, 8 caporaux et 60 tirailleurs passent au 35e BTS; 4 sergents, 27 caporaux et 370 tirailleurs au 68e BTS
- 05/03/1919 : Arrivée de 195 tirailleurs du 10e RTS
- 16/03/1919 : Arrivée de 114 tirailleurs du 70e BTS, 36 du 71e BTS et 84 du 73e BTS
- 21/03/1919 : Arrivée de 2 caporaux et 263 tirailleurs (tous inaptes) du 10e RTS
- 22/04/1919 : Le bataillon reçoit neuf hommes du 85e BTS à la suite de la dissolution de ce dernier
- 15/05/1919 : Le bataillon reçoit 13 tirailleurs du 97e BTS qui vient d'être dissous
- 06/06/1919 : Le bataillon des renforts du 99e BTS à la suite de la dissolution de ce dernier

### Sources et bibliographie
Mémoire des Hommes